# Mercator Institute for China Studies

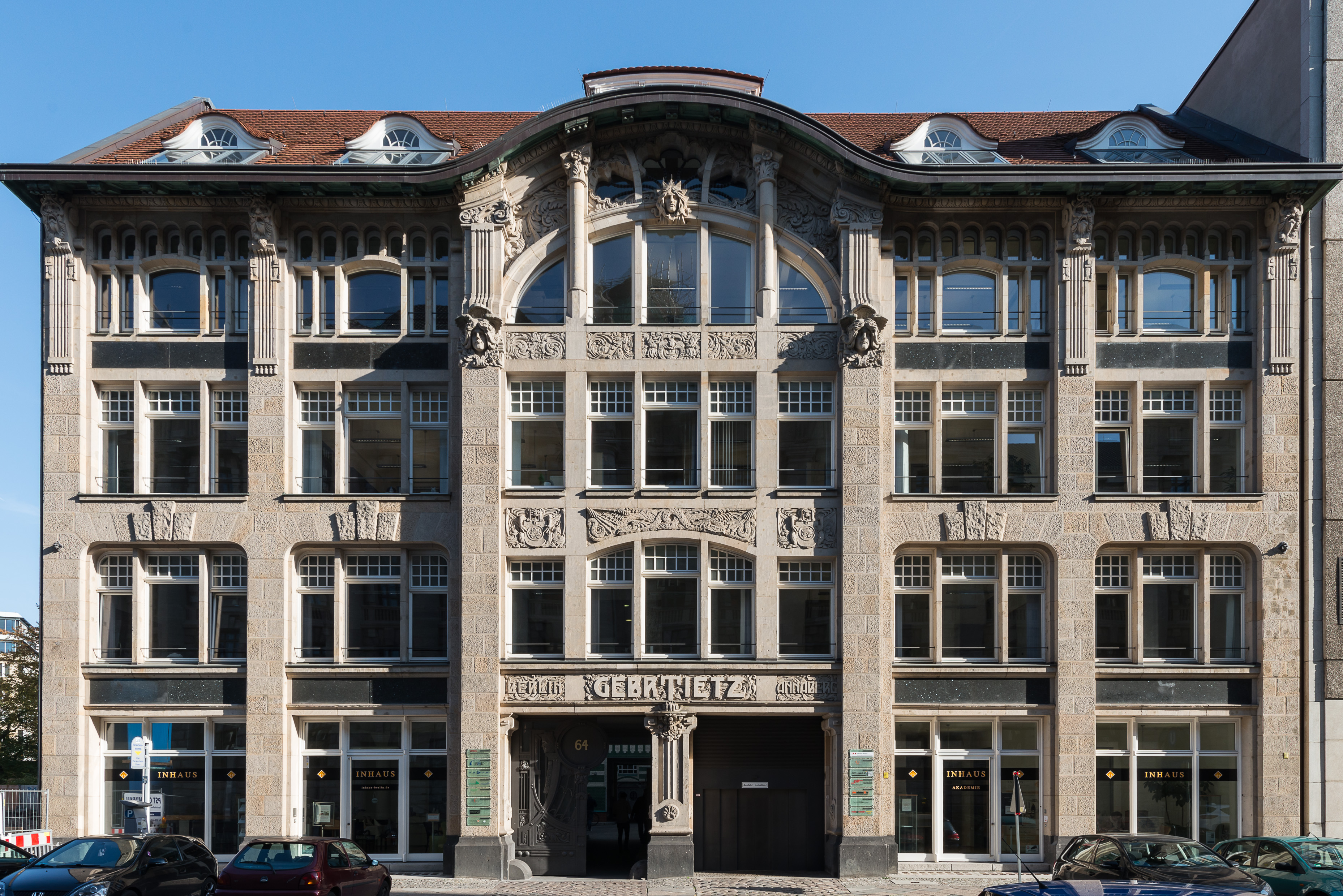
Sede del MERICS nel quartiere Mitte di Berlino

Il Mercator Institute for China Studies (MERICS) (in italiano traducibile come: Istituto Mercator per gli studi sulla Cina) è un think tank tedesco, nonché il più grande centro europeo focalizzato sulla Cina.
L'organizzazione no-profit è stata fondata nel 2013 da Stiftung Mercator, una delle più grandi fondazioni private tedesche.
MERICS conduce ricerche e promuove il dialogo sull'ascesa della Cina come attore chiave globale.
L'istituto si focalizza su sviluppi politici, economici, sociali, tecnologici ed ecologici in Cina ed il loro impatto globale.